# Cantone di Haute-Ariège
Il Cantone di Haute-Ariège è una divisione amministrativa dell'arrondissement di Foix.
È stato costituito a seguito della riforma approvata con decreto del 18 febbraio 2014, che ha avuto attuazione dopo le elezioni dipartimentali del 2015.

## Composizione
Comprende i 48 comuni di:
- Albiès
- Appy
- Artigues
- Ascou
- Aston
- Aulos
- Axiat
- Ax-les-Thermes
- Bestiac
- Bouan
- Les Cabannes
- Carcanières
- Caussou
- Caychax
- Château-Verdun
- Garanou
- L'Hospitalet-près-l'Andorre
- Ignaux
- Larcat
- Larnat
- Lassur
- Lordat
- Luzenac
- Mérens-les-Vals
- Mijanès
- Montaillou
- Orgeix
- Orlu
- Ornolac-Ussat-les-Bains
- Pech
- Perles-et-Castelet
- Le Pla
- Prades
- Le Puch
- Quérigut
- Rouze
- Savignac-les-Ormeaux
- Senconac
- Sinsat
- Sorgeat
- Tignac
- Unac
- Urs
- Ussat
- Vaychis
- Vèbre
- Verdun
- Vernaux